# Pance
Pance so naselje v Mestni občini Ljubljana. Vas leži na nadmorski višini 500 metrov na meji med občino Ljubljana ter občino Grosuplje. Dostop je možen z več strani tako iz Ljubljanske kotline kot tudi iz Grosuplja ali Šmarja-Sap, z Ljubljano je kraj ob delavnikih povezan z redno mestno avtobusno linijo št. 26. Njena lega je tudi razlog, da je območje uvrščeno na seznam strateško pomembnih točk Slovenske vojske. 
Vas pa ima zgodovinsko ozadje saj so bile tu najdene izkopanine in po legendi naj bi na robu vasi, ob Kačjem hribu, nekoč stal Krokarjev grad. Sam center vasi je spomeniško zaščiten, vendar je kljub temu že davno izgubil svojo staro podobo z nekaterimi bolj in spet drugimi manj primernimi posegi in gradnjami. 
Vas se tudi v gospodarskem smislu močno razvija in tako postaja dom vse več podjetnikov in podjetij, ki uspešno rastejo.